# مقاطعة ماكوبين (إلينوي)
مقاطعة ماكوبين (بالإنجليزية: Macoupin County)‏ هي إحدى المقاطعات في ولاية إلينوي في الولايات المتحدة الأمريكية.

## أعلام
- دون شانكس
- تشارلز غودنايت